# Sympterygia lima
Sympterygia lima é uma espécie de peixe da família Arhynchobatidae.
É endémica do Chile.
Os seus habitats naturais são: mar aberto.